# Свидзинский, Владимир Ефимович
Владимир Ефимович Свидзинский (укр. Володимир Євтимович Свідзінський; 1885—1941) — украинский поэт, переводчик.

## Биография
Второй ребёнок в семье, имел 4 братьев и сестру. Отец — Ефим (Евфимий) Аксентьевич, священник. Мать — Наталья Прохоровна (урождённая Стопакевич), поповна.
В 1899 г. окончил Тывровское духовное училище. Учился в Подольской духовной семинарии (Каменец-Подольский). Отчислен 25 августа 1904 г. из 4-го класса по просьбе отца, переведённого в Лянцкорунь. В 1906 г. (как отмечает в анкетах Свидзинский, по другим документам — в 1907) поступил вольнослушателем на экономический отдел Киевских высших коммерческих курсов, реорганизованных в 1908 г. в коммерческий институт. В 1912 г. в журнале «Украинская хата» (№ 1) впервые опубликовал стихи. 26 января 1913 г. окончил институт, но государственные экзамены не сдавал и поэтому диплом о высшем образовании не получил.
Вернулся к отцу в с. Бабчинцы. По приглашению Подольской земской управы обследовал ткацкий промысел, собрал сведения о 1607 хозяйствах, занимавшихся ткачеством. Очерк Свидзинского «Ткацкий промысел» вошёл в книгу «Кустарные промыслы Подольской губернии» (К., 1916).
В марте 1915 г. переехал в Житомир, работал в Волынской контрольной палате: сначала по найму, с 3 июня 1915 — канцелярским служащим, а с октября — временно исполняющим обязанности учётного чиновника.
Приказом от 23 марта 1916 назначен помощником контролёра 7-го класса в управление полевого контроля при штабе седьмой армии. В 1916 воевал на территории Галиции (Теребовля, Чортков, Бучач), в 1917 — преимущественно на территории Подольской губернии. С осени 1917 до весны 1918 с штабом седьмой армии находился в Баре. 14 марта 1918 демобилизован по собственному ходатайству «на место мирной службы в Волынскую контрольную палату», но в Житомир не поехал. Приказом от 10 июня 1918 г. был уволен со службы в палате.
Переехав в Каменец-Подольский, с октября 1918 работал на должности «редактора украинского языка» в издательском отделе Подольской народной управы.
В историческом архиве Хмельницкой области хранится просьба Свидзинского от 26 января 1919 зачислить его вольнослушателем историко-филологического факультета Каменец-Подольского государственного украинского университета, где в то время преподавали Иван Огиенко, Михаил Драй-Хмара, Евгений Тимченко и другие известные учёные и литераторы. Студентами университета были младшие братья Владимира, Олег и Павел. Литературную среду тогдашнего Каменца составляли Юрий Липа, Людмила Старицкая-Черняховская, Осип Назарук и др. Свидзинский был вольнослушателем университета в течение 5 семестров. Опубликовал в журнале «Образование» (1919. № 3) статью «Народные украинские песни о последней мировой войне», в литературно-научном приложении к газете «Наш путь» (1920, № 7) — поэму «Сон-озеро», в литературно-научном журнале «Новая мысль» (1920. № 3) — стихи.
С установлением в ноябре 1920 в Каменце-Подольском советской власти работал редактором в издательском отделе народного образования. Издательское общество «Днестр» в 1920 выпустило переведённый Свидзинским культурно-исторический очерк И. Иванова «Халдеи».
В Каменце-Подольском женился на народной учительнице Зинаиде Иосифовне Сулковской (ум. 12 июля 1933). В 1921 у них родилась дочь Мирослава.
С января 1921 работал архивариусом в Каменец-Подольском университете (вскоре — институт народного образования). В ноябре 1921 стал заведующим архивов уездного комитета охраны памятников старины, искусства и природы.
25 декабря 1922 назначен архивариусом, 10 января 1923 — секретарём вновь созданного архивного управления, с июля 1923 года исполнял обязанности заведующего.
В 1922 привлечён научно-исследовательской кафедрой истории и экономики Подолья при ИНО к выявлению в архивах и музеях Каменца-Подольского графического материала подольских униатских метрик, рукописных и старопечатных книг. Зарегистрировал 337 метрик, из них 150 имели высокохудожественные заставки, литеры, орнаменты, рисунки. Несколько выпусков издания «Метрики XVIII в.» литографированы в мастерской Каменец-Подольского художественно-промышленного техникума имени Сковороды под руководством Владимира Гагенмейстера.
С начала 1923 до июля 1925 — аспирант кафедры (подсекция социальной истории), работал над темами «Крестьяне частновладельческих имений Подолья в первой половине XIX века», «Аграрные движения на Подолье в XX веке», написал исследование «Экономическая эволюция хозяйства крестьян тарнорудского имения», подготовил доклад «Борьба подольских крестьян с польскими легионерами в 1918 году» (прочитан в октябре 1925 на заседании Каменец-Подольского научного общества при УАН), принимал участие в комплексном (социально-экономическом, географическом, лингвистическом, искусствоведческом) обследовании села Пановцы.
В связи с реорганизацией Каменец-Подольского окружного архивного управления 29 августа 1925 сдал дела вновь назначенному заведующему Дмитрию Прядию, некоторое время (формально — до ноября 1925) работал инспектором.
В октябре 1925 переехал в Харьков, где работал литературным редактором в журнале «Красный путь», с ноября 1930 — в газете политуправления Украинского военного округа «Красная армия». В Харькове семья Свидзинского распалась: жена с дочерью переехала к сестре в Винницу.
В январе—сентябре 1932 работал в Техиздате, затем вернулся в редакцию «Красного пути» (с 1936 — «Литературный журнал»).
Преподавал во Всеукраинском институте коммунистического образования.
Много переводил из литератур народов СССР, с французского, испанского, польского языков. Среди переводов — «Слово о полку Игореве» (1938), комедии Аристофана (издано 1939). Член Союза писателей СССР с 1936.
В октябре 1941 года, когда немецкие войска приближались к Харькову, НКВД арестовывало тех харьковчан, которые ещё не эвакуировались, в частности представителей украинской интеллигенции. Свидзинский знал, что обречён на арест, поэтому скрывался у друзей. Но 27 сентября 1941 он был арестован по обвинению в антисоветской агитации. Вместе с другими арестантами его угнали под конвоем на восток. Когда возникла угроза окружения немецкими отрядами, в селе Непокрытое заключённых загнали в заброшенное хозяйственное здание, которое облили бензином и подожгли.
30 марта 1964 года, реабилитирован посмертно за отсутствием состава преступления

## Творчество
В первых сборниках Свидзинский склонялся к символизму, в двух последних заметны элементы сюрреализма в сочетании с хорошей классической формой. Как поэт Свидзинский формировался как-то тайно, неторопливо, писал немного, печатался ещё меньше. Зато ретроспективно он предстаёт в своём творчестве очень требовательным к себе, исключительно стабильным и полностью отрешённым от современного ему литературного быта. Такая позиция обрекала его на недоброжелательность критики, а это, в свою очередь, исключало выход к читателям, ибо критика в советской литературе до определённой степени выполняла функции цензуры.
Первый сборник Свидзинского «Лирические стихи» вышел в 1922 в Каменец-Подольском филиале (образован в мае 1921) Государственного издательства Украины. Рецензии на сборник напечатали Иван Днепровский (газета «Красная правда», Каменец-Подольский, 1922, № 74; подпись Г. Кобзаренко) и Валериан Полищук (журнал «Красный путь», Харьков, 1923, № 2; подпись Василий Сонцвит). Первый увидел в сборнике камерность, сугубо интимную поэзию и переработки народных песен и в целом выразил недовольство оторванностью автора-«мечтателя» от общественной жизни. Второй также отметил узость тематики и отсутствие гражданских мотивов, но благосклонно отметил искренность этой лирики.
Следующая книга Свидзинского «Сентябрь», вышедшая в 1927 году, получила в прессе резко негативную оценку. Известный и авторитетный тогда критик Яков Савченко считал Свидзинского поэтом, который опоздал на много лет: «Я не хочу угадывать, на сколько лет опоздал прийти в литературу Свидзинский, но ясно, что его творчество, мироощущение и мировоззрение — полностью вне нашей эпохи».
Последним публичным отчётом поэта перед современниками стал сборник 1940 г. «Стихи», изданный во Львове стараниями Ю. Яновского и под его редакцией. Из стихов, которые Свидзинский предложил в сборник, 43 были возвращены автору, десятки остались вне сборника. Стихи, которые не вошли в сборник 1940 г. и должны были составить следующий — «Медобор», были широко известны харьковским поэтам. Однако в огне войны сгорели почти все рукописи поэта. Ни одного стихотворения 1941 г. до нас не дошло. Лишь 96 стихотворений Свидзинского вывез в эмиграцию поэт Олекса Веретенченко, в 1975 г. издавший их с приложением других стихов отдельным сборником под авторским названием «Медобор». В 1961 г. в Эдмонтоне вышел сборник избранных стихотворений Свидзинского, составленный Яром Славутичем.